# Kośniewszczyzna
Kośniewszczyzna (biał. Каснеўшчына; ros. Касневщина) – chutor na Białorusi, w obwodzie grodzieńskim, w rejonie oszmiańskim, w sielsowiecie Krejwiańce.

## Historia
W czasach zaborów zaścianek w gminie Graużyszki, w powiecie oszmiańskim, w guberni wileńskiej Imperium Rosyjskiego. W 1905 roku zaścianek liczył 40 mieszkańców.
W latach 1921–1945 okolica leżała w Polsce, w województwie wileńskim, w powiecie oszmiańskim, w gminie Graużyszki.
W 1931 w 7 domach zamieszkiwało 40 osób.
Wierni należeli do parafii rzymskokatolickiej w Murowanej Oszmiance. Miejscowość podlegała pod Sąd Grodzki w Holszanach i Okręgowy w Wilnie; właściwy urząd pocztowy mieścił się w Graużyszkach.